# Chaudière de récupération
Une chaudière de récupération est un échangeur de chaleur qui permet de récupérer l’énergie thermique d’un écoulement de gaz chaud. Elle produit de la vapeur qui peut être utilisée dans un procédé industriel  ou pour alimenter une turbine à vapeur. 
Une application usuelle pour une chaudière de récupération est dans la centrale électrique à cycle combiné, où les gaz d’échappement de la turbine à gaz alimentent la chaudière de récupération pour générer de la vapeur qui alimentera la turbine à vapeur. Cette combinaison produit de l’électricité plus efficacement qu’une turbine à gaz ou une turbine à vapeur seule. Une autre application pour une chaudière de récupération est dans une centrale à cycle combiné avec un Moteur Diesel, où les gaz d’échappement du moteur diesel alimentent la chaudière de récupération qui alimente la turbine à vapeur. La chaudière de récupération est aussi un composant important des centrales à cogénération. Les centrales à cogénération ont typiquement un rendement supérieur aux centrales à cycle combiné. Cela est dû aux pertes d’énergie associées à la turbine à vapeur.